# Homosexualität im Römischen Reich

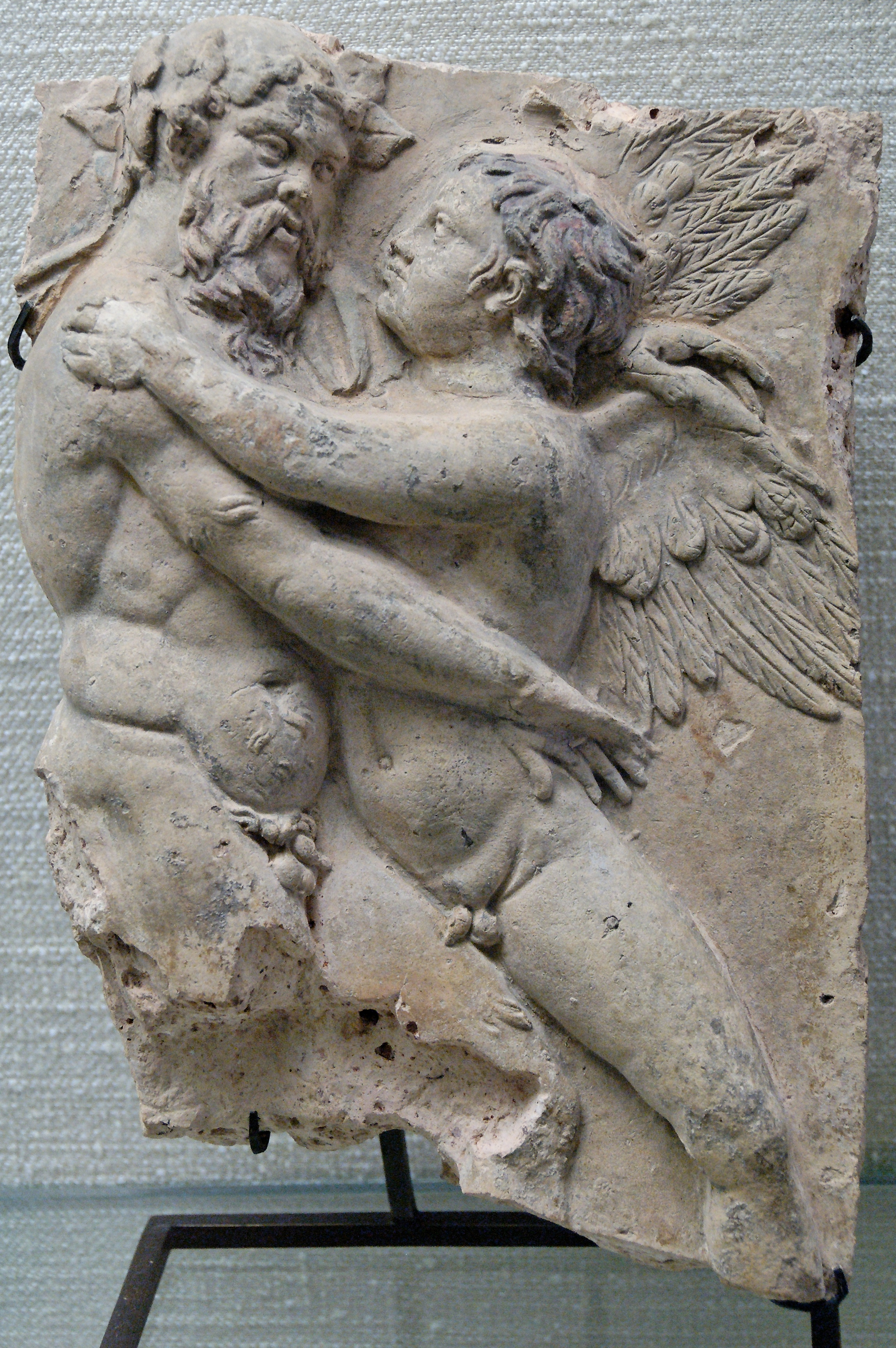
Eros und ein Silen umarmen einander. Terrakottarelief, frühes 1. Jahrhundert

Quellen zur männlichen Homosexualität im Römischen Reich und im antiken Rom sind reichhaltig vorhanden. Es gibt literarische Werke, Gedichte, Graffiti und Bemerkungen zu den sexuellen Vorlieben von einzelnen Kaisern. Bildliche Darstellungen sind im Vergleich zum klassischen Griechenland dagegen seltener. Obwohl es sie ohne Zweifel gab, ist zur weiblichen Homosexualität deutlich weniger überliefert. Die Haltung zur Homosexualität wandelte sich im Laufe der Zeit und von Kontext zu Kontext. Sie war sicherlich auch von den kulturellen Gegebenheiten der jeweiligen Provinzen vorgegeben.

## Theoretische Grundlagen der historischen Forschung
Die aktuelle Altertumswissenschaft verweist darauf, dass die Vorstellung anlagebedingter Homosexualität als phänomenologisches Identitätsmerkmal einer Gruppe von Menschen im Sinne des modernen Theoriezusammenhangs des 19. bis 21. Jahrhunderts der Ordnung des Geschlechtslebens in der Antike fremd war, da die diesem Konzept zugrunde liegenden sexualwissenschaftlichen, medizinischen und psychologischen Erkenntnisse – seit dem 19. Jahrhundert in Europa und Nordamerika entstanden – in antiker Zeit noch unbekannt waren. Zwar kennen einzelne klassisch-griechische bzw. hellenistisch-griechische Philosophen des vierten bis ersten Jahrhunderts v. Chr. (Platon, Aristoteles, Pseudo-Aristoteles, Ptolemaios) die Idee einer möglicherweise naturellbasierten Neigung des Menschen zu Personen des eigenen Geschlechts, doch lässt sich diese Vorstellung keineswegs gänzlich mit der neuzeitlichen Auffassung von Homosexualität im Sinne des sexualwissenschaftlich-psychologischen Theoriezusammenhangs des 19. Jahrhunderts zur Deckung bringen. Zudem sind diese „platonisch-aristotelischen“ Sexualvorstellungen, die überdies im Unterschied zum modernen Konzept der Homosexualität bei den oben genannten Philosophen nicht auf sämtliche Erscheinungsformen gleichgeschlechtlichen Verhaltens abzielen, sondern lediglich auf die griechische Päderastie Anwendung finden, im römischen Quellenkorpus nur selten erkennbar. In den römischen Quellen kommen i. d. R. davon unterschiedliche Termini und Darstellungsmuster zum Tragen.
Der sozialkonzeptionelle Rahmen, in den die Ordnung des Geschlechtslebens in Rom eingebettet war, ist geprägt durch die Kategorien von Aktivität versus Passivität beziehungsweise Freiheit (römische Bürger, freie Provinziale) versus Unfreiheit (Sklaven, Freigelassene): „Die zentrale Differenz, die das gesamte Geschlechtsleben bestimmt – zumindest in seiner diskursiven Repräsentation – ist deshalb die zwischen Herrschaft und Unterwerfung, Macht und Ohnmacht, Aktivität und Passivität. Diese Differenz ist für die römische Mentalität bedeutsamer als die Geschlechterdifferenz. So erscheinen passiv alle Sklaven beiderlei Geschlechts, der Jüngere, der Ärmere und der, der sich bezahlen lässt.“

## Römische Sexualkonzeptionen und Rollen in gleichgeschlechtlichen Beziehungen
Während der archaischen Frühphase der römischen Geschichte, ebenso zur Zeit der etruskischen Königsherrschaft und in der Epoche der frühen, patrizischen Adelsrepublik (7. Jh. v. Chr.–4. Jh. v. Chr.) scheint gleichgeschlechtliches sexuelles Verhalten männlicher Personen innerhalb der frührömischen Kultur verpönt gewesen zu sein. Insbesondere die Knabenliebe erfreute sich im archaischen und frührepublikanischen Rom keiner sonderlichen Wertschätzung; möglicherweise wurde sie auch deshalb abgelehnt, weil die altrömische Oberschicht sie als fremdes, also „hellenisches“ und der römischen virtus scheinbar widersprechendes, Kulturelement betrachtete. Duldung erfuhren gleichgeschlechtliche Sexualkontakte dann – vermutlich auch unter hellenistischem Einfluss – seit der Zeit der mittleren Republik (ab etwa dem 3. Jahrhundert v. Chr.), vorausgesetzt, es handelte sich hierbei um päderastische Beziehungen zwischen erwachsenen römischen Bürgern oder in späterer Zeit auch freigeborenen Provinzialen einerseits und halbwüchsigen beziehungsweise ephebenhaften Sklaven andererseits. Der altrömischen Sexualethik gemäß hatte der freie römische Mann im Rahmen solcher Geschlechtsbeziehungen die aktive, virile Rolle einzunehmen. Da dieser römisch-italischen Erscheinungsform der Knabenliebe das für die Päderastie im klassischen Griechenland so typische Merkmal der Aneignung von arete (= der altgriechische Begriff der „Mannhaftigkeit“) durch den (im Falle der klassisch-griechischen Päderastie freigeborenen) Eromenos fehlte, sondern diese altitalische Knabenliebe in ihrer gesellschaftlich tolerierten Form ausschließlich auf sexuellen Verkehr mit Sklavenknaben ausgerichtet war, wird sie in der Forschung auch als römisch-priapische Päderastie bezeichnet. Diese römisch-priapische Konfiguration der Päderastie wurde im Römischen Reich auch während der späten Republik und der Kaiserzeit sexualmoralisch geduldet, wenn sie sich auch im Unterschied zu anderen Ausprägungen des Geschlechtslebens – wie zum Beispiel den verschiedenen Formen der römischen Ehe – keiner sonderlichen ethischen Wertschätzung erfreute. In der Regel handelte es sich um Geschlechtsbeziehungen mit jungen Sklaven, die zur domus der jeweiligen Herren gehörten.
Gesellschaftlich scharf abgelehnt wurde hingegen passives Sexualverhalten römischer Bürger oder auch persönlich freier männlicher Einwohner der römischen Provinzen, da dieses gegen den sozial geforderten Primat der Virilität verstieß und demzufolge als „unmännlich“ eingestuft wurde. Im antiken Quellenkorpus werden in diesem Sinne sich sexuell passiv verhaltende freie Männer häufig mit den ethisch negativ wertenden Termini cinaedi (Kinäden), pathici oder effeminati bezeichnet; bei Tacitus ist diesbezüglich auch noch der Begriff corpore infamis bezeugt. Mit diesem Umstand hängt auch zusammen, dass sexuelle Beziehungen zwischen freigeborenen Römern innerhalb der antiken Kultur in den Bereich von stuprum, das heißt der „Unzucht“, eingeordnet wurden. Dies gilt sowohl für Sexualkontakte zwischen erwachsenen römischen Bürgern als auch für Päderastie mit freien römischen Knaben. Ebenfalls wurde es gesellschaftlich nicht gern gesehen, wenn freie Römer beziehungsweise freie peregrini sexuelle Kontakte mit Sklaven unterhielten, die dem Jünglingsalter entwachsen waren. Man nannte diese erwachsenen Sklavenlieblinge exoleti; solche Beziehungen galten zwar als anrüchig, waren aber im Unterschied zu Geschlechtskontakten zwischen erwachsenen römischen Bürgern oder der Päderastie mit freien Knaben nicht strafbar und wurden wohl auch stillschweigend geduldet. Der im ersten vorchristlichen Jahrhundert wirkende populare Politiker Publius Clodius Pulcher soll sich der historischen Überlieferung zufolge mit einer ganzen Schar solcher exoleti umgeben haben.
Zudem war die römisch-priapische Päderastie oftmals eng verbunden mit gleichgeschlechtlicher Prostitution, d. h., dass in der Regel persönlich freie Bordellwirte anderen römischen Bürgern bzw. freien Provinzialen gegen Bezahlung versklavte halbwüchsige Epheben zu „sexuellen Diensten“ überließen. Denkbar ist zudem, dass es parallel dazu auch Formen gleichgeschlechtlicher Prostitution gab, die unabhängig von Päderastie auftraten und die sich also zwischen erwachsenen Männern vollzogen. Dennoch dürfte es sich auch bei diesen erwachsenen männlichen Prostituierten der römischen Kaiserzeit zumeist um Sklaven oder Freigelassene gehandelt haben.
Während es demzufolge dem Rollenverständnis im antiken Rom entsprach, dass der jüngere Partner der passive und der ältere der aktive war, so gibt es vor allem auch aus der römischen Kaiserzeit Belege, dass ältere Männer die passive Rolle bevorzugten. Martial beschreibt zum Beispiel den Fall eines älteren Mannes, der einen jüngeren Sklaven hatte, der die aktive Rolle einnahm. Oftmals wurde auch davon ausgegangen, dass nur der aktive Teil Spaß am Sex habe. Allgemein wurde die passive Rolle aber mit der Rolle der Frau gleichgesetzt und daher eher gering eingestuft. Sueton berichtet von Kaiser Nero, dass er beim passiven Geschlechtsakt mit dem Freigelassenen Doryphorus die Schreie und das Wimmern einer Jungfrau imitierte. Passiven Männern wurden oft vorgehalten, sich zu sehr um ihr Äußeres zu kümmern, um potentiellen aktiven Partnern zu gefallen. Diese Männer werden meist in einem negativen Licht dargestellt. Für sie wurde der Begriff kinaidos/cinaedus angewandt, der aber auch Eunuchen bezeichnen konnte.
Es gibt aber auch andere Beispiele. Wiederum Sueton berichtet, dass sich Kaiser Galba eher zu starken und erfahrenen Männern hingezogen fühlte. Mehr als einmal wird berichtet, dass Soldaten von höheren Offizieren belästigt wurden.
Neben dem immer wieder beschriebenen Analverkehr gibt es auch reichlich Belege, dass Oralverkehr üblich war. Hier lassen vor allem pompejanische Graffiti nichts an Eindeutigkeit zu wünschen übrig: „Secundus ist ein Schwanzlutscher von einmaliger Fähigkeit“ (Secundus fellator rarus). Anders als im antiken Griechenland galt ein großes Glied als attraktiv. Bei Petronius gibt es die Beschreibung, wie ein Mann mit solchem in einem öffentlichen Bad Aufsehen erregte. Von mehreren Kaisern wird berichtet, offensichtlich um sie in einem negativen Licht darzustellen, dass sie sich mit Männern mit großen Geschlechtsteilen umgäben.

## Subkultur
Es gibt zumindest Anzeichen, dass sich schon im alten Rom Ansätze von so etwas wie einer homosexuellen Subkultur entwickelte, obwohl man diese sicherlich nicht mit modernen Subkulturen vergleichen kann. In Rom soll es schon um ca. 200 v. Chr. eine Straße gegeben haben, in der sich bevorzugt männliche Prostituierte aufhielten, die entweder auf die passive oder aktive Rolle spezialisiert waren. Andere Männer suchten die Nähe von Matrosen in Bezirken nahe dem Tiber. Öffentliche Bäder werden auch als Ort genannt, um Sexpartner zu finden. Juvenal beschreibt, dass sich Männer mit einem Finger am Kopf kratzen, um sich zu erkennen zu geben.

## Rechtliche Behandlung und moralische Bewertungen

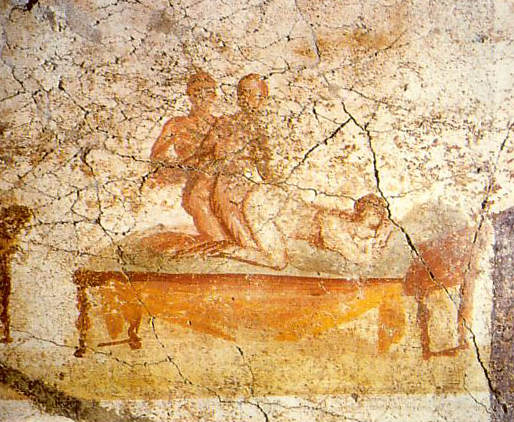
Zwei Männer und eine Frau beim Geschlechtsakt; pompejanische Wandmalerei, Vorstadt-Thermen, Südwand des Auskleideraums, um 79 v. Chr.

Obwohl die grundsätzliche Verurteilung gleichgeschlechtlicher Sexualität unter freien Angehörigen der res publica in die römische Frühzeit zurückreicht, sind konkrete strafrechtliche Bestimmungen bezüglich gleichgeschlechtlichen sexuellen Verhaltens doch erst für das 2. Jahrhundert v. Chr. nachweisbar. Eine Lex Scantinia von 149 v. Chr. „verbot päderastische Beziehungen zu freigeborenen Knaben, vielleicht auch gleichgeschlechtliche Sexualkontakte zwischen erwachsenen römischen Bürgern, wahrscheinlich aber passives Sexualverhalten persönlich freier Männer, und sah für ein Delikt in ihrem Sinne eine Geldstrafe von 10.000 Sesterzen vor. Die Bezeichnung für diesen Tatbestand lautete stuprum cum masculo. Der früheste quellenmäßig fassbare Fall strafrechtlicher Verfolgung bezüglich gleichgeschlechtlichen Sexualverhaltens bezieht sich auf einen Römer namens Scantinius, der 226 v. Chr. dem Sohne des Claudius Marcellus einen sexuell konnotierten Antrag gemacht hatte und deswegen von diesem angeklagt wurde. Im Jahre 108 v. Chr. tötete Fabius Maximus einen Sohn sogar, weil dieser eine gleichgeschlechtliche Beziehung zu einem anderen Bürger unterhielt; andererseits nahm L. Flamininus 192 v. Chr. auf seine griechische Mission einen, vermutlich allerdings unfreien, d. h. der gesellschaftlichen Gruppe der Sklaven zugehörigen, Lustknaben mit. Wie Polybius in seiner Schrift Istorikon Pemptä berichtet, wurden mann-männliche Sexualkontakte unter Soldaten in der römischen Armee zur Zeit der Republik durch das supplicium fustuarium geahndet, eine Prügelstrafe, die nicht selten mit dem Tod des Bestraften endete.“ Martial und Plautus beschreiben eine große Bandbreite homosexueller Verhaltensweisen, machen sich teilweise darüber lustig, wie sie sich über andere kleine Normabweichungen lustig machen, ohne dabei aber wirklich moralisierend zu sein. Dagegen gibt es aber auch aus dem Jahr 108 n. Chr. eine Anklage gegen C. Vibius Maximus, einem römischen Offizier in Ägypten, dass er eine sexuelle Beziehung zu einem jungen Adligen habe.
Juvenal verurteilt zahlreiche Formen männlicher Homosexualität und klagt vor allem römische Männer hoher Geburt an, die sich nach außen hin moralisch geben, im heimlichen aber weibliches Verhalten zu Tage legen. Er findet Männer, die weibliches Verhalten offen zur Schau tragen, zwar bemitleidenswert, aber ehrlicher und preist zum Schluss als wirklich wahre Liebe die eines Mannes zu einem Knaben. Öffentliche Reden verurteilen in der Regel alle Formen von Homosexualität unter römischen Bürgern bzw. freigeborenen Männern. Als Julius Caesar in Bithynien war, wurde ihm ein Verhältnis zum dortigen König Nikomedes nachgesagt, was ihm einen schlechten Ruf einbrachte, aber offensichtlich keinerlei rechtliche Folgen hatte. Kaiser Hadrian hatte eine Beziehung zu dem jüngeren Antinoos, ohne dass dies weiter kritisiert wurde.
Seit der Wende vom 2. zum 3. Jahrhundert n. Chr. wurden – auch unter dem Einfluss der jüngeren Stoa und des Platonismus auf die vorchristlich-römische Sexualethik – nun zunehmend auch Erscheinungsformen gleichgeschlechtlicher Sexualität tabuisiert, die zuvor noch geduldet worden waren, das heißt die römisch-priapische Päderastie; ein Effekt, der sich im Zuge der seit dem späten 3. Jahrhundert mehr und mehr durchsetzenden Christianisierung (vor allem im Osten des Imperium Romanum) noch verstärkte. „Seit der Severerzeit waren die verschiedenen Erscheinungsformen männlichen, gleichgeschlechtlichen Verhaltens unter freien Männern im Imperium Romanum generell illegal.“ Unter dem Eindruck der frühkirchlichen Sexualethik wurden im 4. und 5. Jahrhundert Gesetze erlassen, die nun gleichgeschlechtliche Sexualkontakte generell und unabhängig vom gesellschaftlichen Status der daran beteiligten Personen unter Strafe stellten, somit auch die bis dato noch geduldeten, wenn auch zunehmend ethisch diskreditierten Geschlechtsbeziehungen mit jungen Sklaven. 390 n. Chr. wurde das erste Gesetz erlassen, das gleichgeschlechtliche Liebe in generalisierender Weise verbot und mit dem Tode bestrafte. Analog dazu sah auch der spätantike Codex Thedosianus für passives gleichgeschlechtliches Verhalten die Todesstrafe durch öffentliches Verbrennen vor. Innerhalb der Forschung ist allerdings umstritten, inwiefern diese spätantiken Gesetzesbestimmungen auch tatsächlich flächendeckend in die Tat umgesetzt wurden. Für das 4. und 5. Jahrhundert wird man wohl konstatieren dürfen, dass sich die Verfolgung gleichgeschlechtlich agierender Einwohner des spätrömischen Reiches noch in Grenzen hielt, so vor allem nach 395 n. Chr. im oströmischen Reich.
Die Begleitumstände des Massakers von Thessaloniki am Ende des vierten nachchristlichen Jahrhunderts bieten beispielsweise einen Anhaltspunkt dafür, dass Homosexualität selbst zu christlicher Zeit noch in weiten Teilen der Bevölkerung akzeptiert wurde, während sie von offizieller Seite verfolgt wurde. Ein beliebter Wagenlenker wurde angeklagt, einen Diener oder Heermeister des Kaisers sexuell belästigt zu haben. Der Wagenlenker wurde gefangen genommen, doch gab es daraufhin Unruhen, da die Bürger der Stadt seine Freilassung forderten. Der Wagenlenker genoss also trotz seiner Homosexualität große Beliebtheit.

## Weibliche Homosexualität
Mit dem ersten nachchristlichen Jahrhundert tauchten erstmals Quellen in größerem Umfang zur gleichgeschlechtlichen Liebe zwischen Frauen auf. Noch Ovid verneinte die Möglichkeit, dass es so etwas überhaupt gebe. Die späteren Bemerkungen sind aber ausgesprochen feindlich und reichen bis zur Tötung der Frau durch den Ehemann. Selbst Martial, der sich über Abweichungen aller Art eher amüsiert äußerte, war gegenüber der lesbischen Liebe ausgesprochen negativ eingestellt. In Ägypten fanden sich immerhin einige griechisch geschriebene Liebeszauber, die eindeutig den Zweck hatten, das Herz einer Frau für eine andere zu gewinnen. Dies belegt die weibliche Homosexualität nicht nur in Rom und stellt sie auch nicht in so einem negativen Licht dar.